# FSCN3
FSCN3‏ (Fascin actin-bundling protein 3) هوَ بروتين يُشَفر بواسطة جين FSCN3 في الإنسان.